# Avia BH-33
Avia BH-33 je bilo češkoslovaško dvokrilno lovsko letalo iz časa med obema svetovnima vojnama, ki je v manjšem obsegu sodelovalo tudi na začetku druge svetovne vojne. Letalo sta licenčno izdelovali še podjetji PWS ter Ikarus.
.

## Izpeljanke
BH-33
Prvi prototip
BH-33-1
Dva prototipa, ki ju je poganjal Jupiter VI  ter Jupiter VII plus 5 serijskih letal, opremljenih z motorjem Jupiter VII.
BH-33E
Predelan trup
BH-33L
Izpeljanka s podaljšanimi krili, opremljena z motorjem Škoda L. Izdelanih 80 primerkov.
BH-33H (BH-133)
Verzija letala, opremljena z motorjem Pratt & Whitney Hornet. 1 izdelan primerek.
PWS-A
Poljsko letalo, izdelano po licenci in rahlo spremenjeno. Izdelanih 50 letal med letoma 1929 in 1932.

## Uporabniki
Belgija
- Belgijsko vojno letalstvo - 3 BH-33-1

 Češkoslovaška
- Češkoslovaško vojno letalstvo

 Poljska
- Poljsko vojno letalstvo - 1 BH-33 ter 50 PWS-A licenčnih letal

 Sovjetska zveza
- Vojno letalstvo Sovjetske zveze - 2-3 BH-33E za testiranja

 Kraljevina Jugoslavija
- Jugoslovansko kraljevo vojno letalstvo